# Mary Corse
Maria Corse (Berkeley, 1945) is een Amerikaans abstract kunstenaar die woont en werkt in Los Angeles. Corse is vooral bekend door haar experimenten met lichtverstrooiende oppervlakken in minimalistische, monochrome schilderkunst, waarin materialen zijn verwerkt die licht reflecteren, zoals glasparels.

## Biografie
Corse studeerde in 1963 af als bachelor aan de kunstacademie van de Universiteit van Californië, Santa Barbara en behaalde in 1968 een master bij het Chouinard Art Institute. Corse woonde eerst in het centrum van Los Angeles, maar verhuisde in 1970 naar Topanga Canyon.

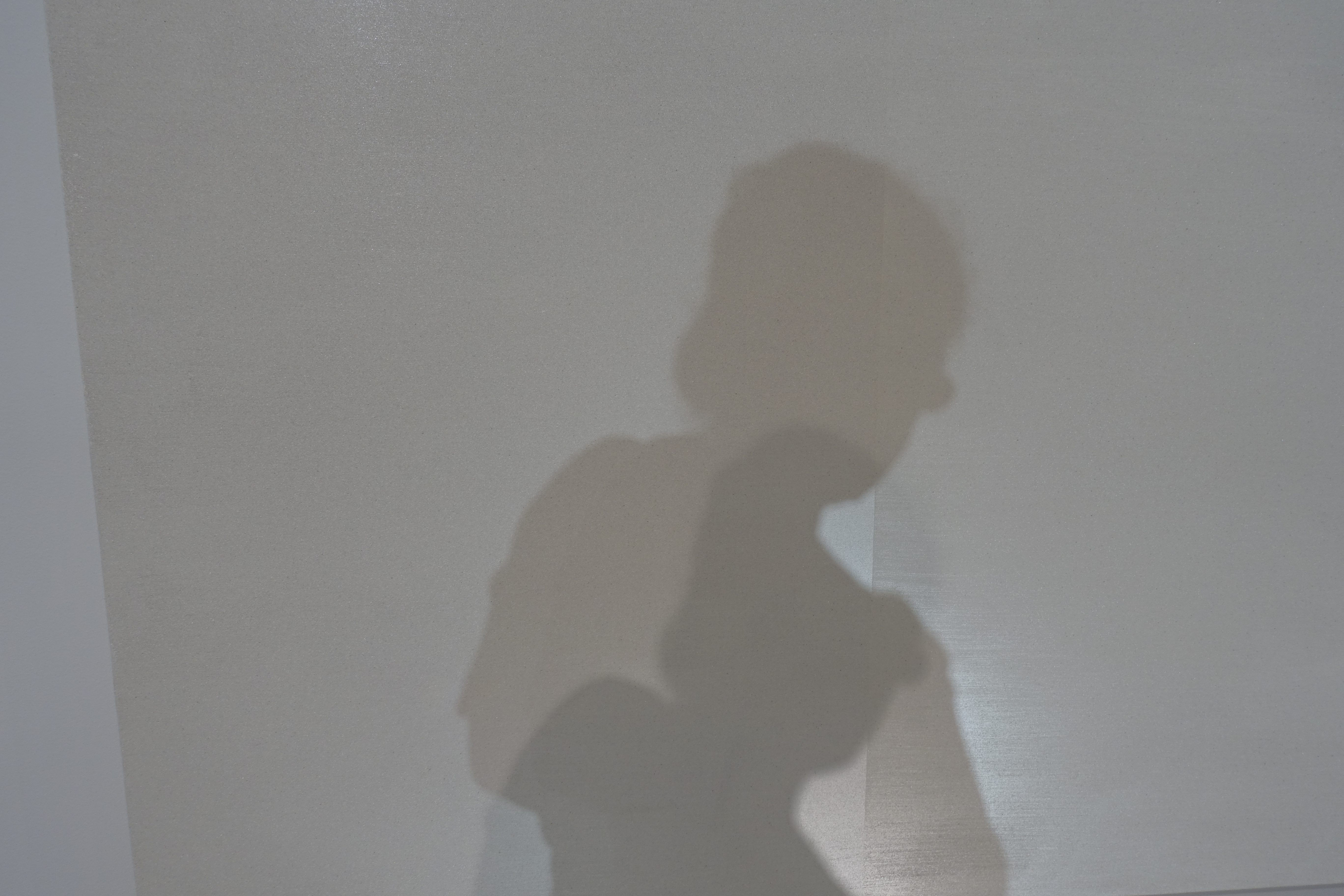
Lichteffect rond de schaduw van een toeschouwer op een werk van Mary Corse, met een strook verf met glasparels rechts en een strook matte verf links

## Werk
In het midden van de jaren 1960 legde Mary Corse zich toe op witte monochrome schilderijen, waarbij ze gebruik maakte van de geometrische stijl van het minimalisme.
Zij werd daarmee als een van de weinige vrouwen lid van de Light and Space-beweging in de kunst van de jaren 1960, hoewel haar rol pas veel later werd erkend. Pioniers van deze beweging waren Peter Alexander, Larry Bell, Robert Irwin, en Craig Kauffman. Ook James Turrel maakt er deel van uit. Net als deze kunstenaars onderzocht zij de eigenschappen van het licht, maar zij maakte ook gebruik van andere materialen die ze door haar verf mengde, zoals vlokjes metaal, glasparels en klei. Om de eigenschappen van deze materialen te doorgronden volgde ze quantumfysica-lessen
Corse maakte al snel doeken met hoekige vormen, zoals onregelmatige zeshoeken. Ook kreeg Corse belangstelling voor driedimensionale werken. Ze maakte zuilen van triplex platen die zij in een driehoek opstelde en wit schilderde met acrylverf. In dezelfde periode, vanaf 1966, maakte ze werk met tl-lampen in dozen van plexiglas. De twee jaar daarna werkte ze hieraan verder, waarbij ze de tl-lampen ook van een afstand aan het branden kreeg met behulp van het magneetveld van een Teslaspoel. Ook hiervoor had ze natuurkundelessen nodig.
In 1968 begon ze te experimenteren met glasparels, kleine reflecterende glazen bolletjes, die vaak gebruikt worden op snelwegen om allerlei verkeersborden te laten oplichten door het licht van de koplampen van auto's. Zij werd hiervoor geïnspireerd door een nachtelijk rit door Malibu, waarbij de strepen van de snelweg oplichtten. De glasparels mengde zij met witte acrylverf. Deze 'White Light Schilderijen" veranderen van karakter afhankelijk van de omgeving en ook als de kijker van plaats verandert.
In Topanga Canyon maakte ze vanaf 1978 een serie werken geïnspireerd op de zwarte aarde, zoals tegels van zwarte glimmende klei en schilderijen met sterk reflecterende zwarte kristallen van plastic.
In 2016 kreeg zij opdracht van een Amerikaanse overheidsinstelling om werk te maken voor het gebouw van het federale gerechtshof in Los Angeles.

## Tentoonstellingen
Werk van Corse werd opgenomen in verschillende tentoonstellingen, waaronder Venetië in Venetië in 2011, een tentoonstelling gemaakt door Nyehaus in samenwerking met het J. Paul Getty Museum voor de 54ste Biënnale van Venetië; Pacific Standard Time: Crosscurrents in L. A. Painting and Sculpture, 1950-1970 (in het J. Paul Getty Museum en in Berlijn bij Martin-Gropius-Bau, beide eveneens in 2011). In 2011 maakte Corse ook een serie van vijf nieuwe schilderijen voor haar eerste tentoonstelling bij Lehmann Maupin Gallery in New York.
In 2018 had ze in het Whitney Museum of American Art haar eerste solo-expositie.

## Museale collecties
Werk van Corse is opgenomen in collecties van verschillende musea, zoals het Los Angeles County Museum of Art; het Museum of Contemporary Art in Los Angeles; het Seattle Art Museum; Foundation Beyeler in Bazel; de Frederick R. Weisman Art Foundation  inLos Angeles, het Museum van Hedendaagse Kunst in San Diego; het Orange County Museum of Art in Newport Beach, Californië; het Solomon R. Guggenheim Museum in New York; het Blanton Museum of Art aan de Universiteit van Texas in Austin.

## Prijzen
Corse ontving in 1993 een prijs van de Cartier Foundation, in 1971 de Theodoran Award van het Solomon R. Guggenheim Museum en in 1967 de prijs voor nieuw talent van het Los Angeles County Museum of Art. In 1975 ontving ze een beurs van de National Endowment for the Arts.